# 高葵卿
高葵卿（16世紀—1630年代），號丹寸，江西吉安府萬安縣嘉溪人，明朝政治人物。

## 生平
高葵卿為人好學、清廉過人，是萬曆三十七年（1609年）的舉人，崇禎年間授儋州知州，為政崇尚寬柔、體恤百姓，任內沒有顯赫聲譽，但陞任兗州後儋州人都感懷其德，不久他在兗州去世，知府喬若雯湊集錢財為他殮葬，入祀鄉賢祠和儋州名宦祠。

## 引用
1. 1 2  同治《萬安縣志·卷十二·人物志》：高葵卿，號丹寸，嘉溪人，萬厯己酉舉人，嗜書好學，有《古愚集》行世，考選廣東儋州知州，梓有《治儋狀記》，後擢山左兖郡，卒於官，郡守喬公斂錢為殯送之資，清節過人，祀鄉賢。
2. ↑  民國《儋縣志·卷十五·官師志》：高葵卿，江西萬安人，崇禎年間任儋，政尚寬柔、心殷撫字，在任無赫聲，而去後皆溯懷其德，乃建祠於署東以祀之。